# واشنطن جيرالدو دياز ألفيس
واشنطن جيرالدو دياز ألفيس هو لاعب كرة قدم برازيلي في مركز الوسط، ولد في 3 سبتمبر 1949 في Barão de Cocais ‏ في البرازيل. لعب مع نادي ريو أفي ونادي فارزيم ونادي فلامنغو.